# 中国人民解放军成都军区空军
中国人民解放军成都军区空军，机关驻地四川省成都市，是中国人民解放军空军驻中国人民解放军成都军区的战役军团。归中国人民解放军空军建制，受中国人民解放军空军、中国人民解放军成都军区双重领导。领导和指挥驻四川省、云南省、贵州省、重庆市、西藏自治区空军部队。主要担负本区防空作战，空中进攻作战，协同陆军作战等任务。

## 沿革
1960年8月1日，中国人民解放军昆明军区空军指挥所在云南省昆明市组建。刘懋功任主任，崔文斌任政治委员。
1965年10月19日，中国人民解放军成都军区空军指挥所在四川省成都市成立。高厚良任主任，丁钊任政治委员。1969年1月底，空军拉萨指挥所及其所属驻藏部队，从兰州军区空军划归成都军区空军指挥所建制领导。
1976年4月，空军精简整编，将昆明军区空军指挥所、成都军区空军指挥所分别改编为空军第五军、第八军军部。1978年10月，空军第五军、第八军军部分别改称昆明军区空军指挥所、成都军区空军指挥所。
1985年8月15日，中央军委批准，成都军区空军指挥所、昆明军区空军指挥所合并，整编成中国人民解放军成都军区空军。9月9日，中国人民解放军成都军区空军在成都成立。机关设司令部、政治部、后勤部、航空工程部。1993年9月，航空工程部更名为装备技术部，1998年12月又整编为装备部。
成都军区空军成立后，成都、昆明军区空军指挥所部队改归成都军区空军建制领导。同时还调整、撤销、合并了一部分师级、团级单位，在昆明成立了成都军区空军前方指挥所。1987年6月，该指挥所更名为空军昆明指挥所，归属成都军区空军建制，统一领导驻云南空军部队。1993年1月，中央军委下达空军编制体制调整命令，空军昆明指挥所改称空军昆明基地，执行副军级权限。2003年12月，空军昆明基地撤销，缩编为正师级的成都军区空军昆明指挥所。到20世纪末，成都军区空军已成为由航空兵、高射炮兵、地空导弹兵、通信兵、雷达兵及其他专业兵组成的合成部队。
1985年12月，成都军区空军派出直升机飞越青藏高原抗雪救灾。1987年5月，成都军区空军紧急组织空军部队进入西藏自治区，这是中国人民解放军历史上在高原规模最大的空运任务。成都军区空军还先后参加了北京国庆阅兵、科研试验等任务，并执行过抗震救灾、抗洪抢险、飞播造林等任务。
2016年2月1日，中国人民解放军战区成立大会在北京八一大楼举行。各大军区随之撤销，成都军区空军也由此撤销。

## 历任领导

### 昆明军区空军指挥所
昆明军区空军指挥所
| 主任 1. 刘懋功 少将（1960年8月—1968年4月） 2. 马杰三（1968年5月—1971年11月） 3. 李向民（1975年5月—1976年4月） 副主任 - 李发应（1961年7月—1974年1月） - 张东梅（1965年6月—1971年11月） - 马杰三（1965年12月—1968年5月） - 朱刚（？—1976年6月） - 阎秀文（1972年9月—1976年6月） | 政治委员 1. 崔文斌 少将（1960年8月—1969年3月） 2. 任敬汤（1969年3月—1973年12月） 3. 李发应（1974年1月—1976年4月） 副政治委员 - 任敬汤（？—1969年3月） - 赵世英（？—1976年6月） - 刘晓峰（？—1976年6月） |

| 参谋长 …… - 朱刚（？—？） …… 副参谋长 | 政治部主任 …… - 陈靖（？—？） - 任敬汤（？—？，副政治委员兼） …… 政治部副主任 |

空军第五军
| 军长 1. 李向民（1976年4月—1978年10月31日） 副军长 - 朱刚（1976年6月—1978年1月） - 阎秀文（1976年6月—1978年1月） - 侯书军（1977年10月—1978年10月31日） - 胡开德（1978年1月—1978年10月31日） - 廖坚持（1978年1月—1978年10月31日） | 政治委员 1. 李发应（1976年4月—1978年1月） 2. 李建明（1978年1月—1978年10月31日） 副政治委员 - 赵世英（1976年6月—1978年10月31日） - 刘晓峰（1976年6月—1978年1月） - 葛虹（1976年6月—1978年10月31日） - 黄则奇（1978年1月24日—1978年10月31日） |

| 参谋长： 1. 张磊（1976年6月—1978年1月24日） 2. 胡开德（1978年1月24日—1978年10月31日，副军长兼） | 政治部主任 1. 李鸣铎（1976年6月—1977年10月） 2. 张进凡（1977年10月—1978年10月31日） |

昆明军区空军指挥所
| 主任 1. 侯书军（1979年2月—1983年5月） 2. 宋占元（1983年5月—1985年8月） 副主任 - 林虎（1978年10月31日—1983年5月） - 刘保荣（1978年10月31日—1985年8月） - 廖坚持（1978年10月31日—1983年5月） - 胡开德（1978年10月31日—1983年5月） - 高长吉（1983年5月—1985年8月） - 李长根（1983年5月—1985年8月） | 政治委员 1. 李建明（1978年10月31日—1983年5月） 2. 王培禄（1983年5月—1985年8月） 副政治委员 - 黄则奇（1978年10月31日—1985年8月） - 赵世英（1978年10月31日—1983年5月） - 邓昌友（1983年5月—1985年8月） - 王培禄（1980年2月—1983年5月） |

| 参谋长 1. 张秀铨（1979年2月—1983年5月） 2. 张利（1983年5月—1985年8月） 副参谋长 - 郑堃（1978年10月31日—1983年5月） - 刘波文（1978年10月31日—1983年5月） - 金兰生（1978年10月31日—1983年5月） - 姬长奎（1978年10月31日—1983年5月） | 政治部主任 1. 张进凡（1978年10月31日—1983年5月） 2. 安基业（1983年5月—？） 政治部副主任 - 陈靖（1978年10月31日—1983年5月） - 李廷忠（1978年10月31日—1983年5月） - 赵庆尧（1978年10月31日—1983年5月） - 谭长兴（1983年5月—1985年8月） - 罗晋洪（1983年5月—1985年8月） |

| 后勤部部长 1. 方世发（1978年10月31日—1983年5月） 2. 张守钧（1983年5月—1985年8月） 后勤部副部长 - 王浩（1978年10月31日—？） | 后勤部政治委员 1. 史奎胜（1978年10月31日—1983年5月） 2. 张伯平（1983年5月—1985年8月） 后勤部副政治委员 - 史子政（1978年10月31日—？） |

### 成都军区空军指挥所
成都军区空军指挥所
| 主任 - 高厚良（1966年3月—1973年5月） - 武继元（1974年1月—1976年4月） 副主任 - 张卿云（1965年11月—1976年4月） - 杨一清（1965年11月—1976年4月） - 李涛（1966年5月—1976年4月） - 贾本维（1966年5月—1976年4月） - 宋连笫（1975年9月—1976年4月） | 政治委员 - 丁钊（1966年3月—1971年10月隔离审查） - 张希庸（1972年5月—1976年4月） 副政治委员 - 张翼（1968年7月—1976年4月） - 周德润（1968年11月—1971年10月） - 骆柯良（1972年10月—1976年4月） |

| 参谋长 - 王德全（1969年11月—1976年4月） 副参谋长 - 沈甸之（？—？） …… | 政治部主任 - 郑竹波（1965年11月—1968年11月） - 周德润（1968年11月—1971年2月，副政治委员兼） - 李万增（1971年2月—1971年12月） - 张志锐（1972年9月—1976年4月） 政治部副主任 |

空军第八军
| 军长 - 武继元（1976年11月—1978年10月） 副军长 - 宋连笫（1976年6月—1978年10月） - 李涛（1976年6月—1978年10月） - 贾本维（1976年6月—1978年1月） - 杨一清（1976年6月—1978年10月） - 张卿云（1976年6月—1978年1月） - 樊洪（1978年1月—1978年10月） - 郑刚（1978年1月—1978年10月） | 政治委员 - 张希庸（1976年11月—1978年1月） - 张翼（1978年1月—1978年10月） 副政治委员 - 张翼（1976年6月—1978年1月24日） - 骆柯良（1976年6月—1978年10月） - 郑竹波（1978年1月—1978年10月） |

| 参谋长 - 王德全（1976年6月—1978年1月） - 樊洪（1978年1月—1978年10月，副军长兼） | 政治部主任 - 张志锐（1976年6月—1978年10月） |

成都军区空军指挥所
| 主任 1. 武继元（1978年10月—1983年5月） 2. 辛殿枫（1983年5月—1984年12月） 3. 贺毓本（1984年12月—1985年8月） 副主任 - 李涛（1978年10月—？） - 杨一清（1978年10月—？） - 郑刚（1978年10月—？） - 樊洪（1978年10月—？） - 陈广庆（？—？） - 李德（？—？） - 吴剑云（？—？） - 张书田（？—？） | 政治委员 - 郑竹波（1978年10月—1983年5月） - 杨汉文（1983年5月—1985年8月） 副政治委员 - 骆柯良（1978年10月—？） - 葛虹（？—？） - 孙伯言（？—？） - 王振波（？—？） - 张士奎（？—？） |

| 参谋长 - 樊洪（1978年10月—？，副主任兼） - 周旋（？—？） - 王效英（？—？） 副参谋长 | 政治部主任 - 张志锐（？—？） - 王济涵（？—？） 政治部副主任 - 于志民（？—？） |

| 后勤部部长 后勤部副部长 | 后勤部政治委员 后勤部副政治委员 |

### 成都军区空军
| 司令员 1. 侯书军 空军中将（1985年8月—1991年9月，成都军区副司令员兼） 2. 谢德财 空军中将（1991年9月—1993年12月，成都军区副司令员兼） 3. 黄恒美 空军中将（1993年12月—2000年12月，成都军区副司令员兼） 4. 汪超群 空军中将（2000年12月—2003年7月，成都军区副司令员兼） 5. 方殿荣 空军中将（2003年7月—2012年12月，成都军区副司令员兼） 6. 战厚顺 空军中将（2012年12月—2016年2月，成都军区副司令员兼） 副司令员 - 熊子丹 空军中将（1985年8月—1991年11月） - 门贵成 空军少将（1986年3月—1992年10月） - 谢德财 空军少将（1990年6月—1991年9月） - 金陆钧 空军少将（1990年6月—1994年6月） - 杨德春 空军少将（1994年12月—1996年12月） - 于曰家 空军少将（1994年12月—2002年7月） - 刘崇富 空军少将（1996年12月—2001年12月） - 朱心文 空军少将（1997年12月—？） - 李买富 空军中将（2000年8月—2001年1月） - 李金山 空军少将（2004年1月—2006年12月） - 林杰 空军少将（2007年5月—2013年7月） - 战厚顺 空军少将（2008年12月—2012年12月） - 陈贵春 空军少将（2013年4月—？） - 韩胜延 空军少将（2013年7月—？） - 申龙洙 空军少将（2014年3月—2016年2月） | 政治委员 1. 冯应山（1985年8月—1987年1月） 2. 毕皓 空军中将（1987年1月—1993年1月） 3. 邵荣棠 空军中将（1993年1月—1995年12月） 4. 林万海 空军中将（1995年12月—1996年11月） 5. 郭玉祥 空军中将（1996年11月—1997年11月） 6. 朱永清 空军中将（1997年11月—2000年12月） 7. 冯永生 空军中将（2000年12月—2002年1月） 8. 刘亚洲 空军中将（2002年1月—2003年12月） 9. 王玉发 空军中将（2003年12月—2006年8月） 10. 贾延明 空军中将（2006年8月—2009年1月） 11. 王祥富 空军中将（2009年1月—2012年12月，2012年7月起为成都军区副政治委员兼） 12. 舒清友 空军中将（2012年12月—2016年2月，成都军区副政治委员兼） 副政治委员 - 黄达萍 空军少将（1985年8月—1994年12月） - 邵荣棠（1985年8月—1986年10月） - 张士奎 空军少将（1992年10月—1995年7月） - 田瑞昌 空军少将（1992年12月—2000年12月） - 林万海 空军少将（1994年12月—1995年1月） - 王伟 空军少将（1995年7月—1997年12月） - 高文廉 空军少将（1997年10月—1998年12月） - 张逢堂 空军少将（1997年11月—2004年7月） - 董彦山 空军少将（2000年12月—？） - 龚德宏 空军少将（2004年12月—2007年9月） - 白广忠 空军少将（2007年—？） - 季桂金 空军少将（2015年7月—2016年2月） |

| 参谋长 - 宋占元 空军少将（1985年8月—1988年12月） - 张茂泉 空军少将（1988年12月—1990年6月） - 张书田 空军少将（1990年6月—1993年12月） - 姜宝富 空军少将（1993年12月—1997年12月） - 方殿荣 空军少将（1997年12月—2003年7月） - 孙德贤 空军少将（2003年7月—2006年12月） - 战厚顺 空军少将（2006年12月—2008年12月） - 丁来杭 空军少将（2009年1月—2012年6月） - 郑元林 空军少将（2012年10月—2013年3月） - 战永胜 空军少将（2013年3月—2016年2月） 副参谋长 - 张利 空军少将（1985年8月—1992年10月） - 王效英 空军少将（1985年8月—1991年10月） - 李忠 空军少将（1985年8月—1992年10月） - 张书田 空军少将（1985年8月—1990年6月） - 张翼翔 空军少将（1995年12月—2003年12月） - 周瑞华 空军少将（1997年12月—1999年7月） - 乙晓光 空军少将（1999年7月—2003年7月） - 但志平 空军少将（1999年12月—2003年12月） - 李锁林 空军少将（2003年12月—2008年） - 徐开顶 空军少将（2003年12月—？） - 姬有明 空军少将（2004年6月—？） - 陈克伟 空军少将（？—2009年） - 张义瑚 空军少将（2008年7月—2009年） - 杨杰 空军少将（2009年—2011年7月） - 韩胜延 空军少将（？—2011年7月） - 战永胜 空军少将（2009年7月—2013年3月） - 蔡伟素 空军少将（2010年—2014年12月） - 亢卫民 空军少将（2012年—2014年12月） - 王杭平 空军少将（？—2016年2月） - 程晓健 空军少将（2015年—2016年2月） - 王燕崎 空军少将（2015年—2016年2月） | 政治部主任 - 王俊彬 空军少将（1985年8月—1990年6月） - 田瑞昌 空军少将（1990年6月—1992年12月） - 刘振起 空军少将（1992年12月—1996年3月） - 高文廉 空军少将（1996年3月—1997年10月） - 胡长生 空军少将（1997年11月—2002年12月） - 李忠 空军少将（2002年12月—2006年12月） - 王晓龙 空军少将（2006年12月—2007年6月） - 龚德宏 空军少将（2007年9月—2010年10月） - 张卫兵 空军少将（2010年12月—2013年3月） - 王毅 空军少将（2013年3月—2015年7月） - 蔡立山 空军少将（2015年7月—2016年2月） 政治部副主任 - 朱伯儒 空军少将（1985年8月—1993年1月） - 王培禄 空军少将（1985年8月—1990年7月） - 王济涵 空军少将（1985年8月—1990年6月） - 许传功 空军少将（1991年12月—1994年12月） - 唐金安 空军少将（2002年12月—2005年7月） - 孙世云 空军少将（2002年12月—？） - 秦建辉 空军少将（2003年12月—2006年7月） - 张卫兵 空军少将（2006年9月—2010年10月） - 于曙光 空军少将（2008年—？） - 苏保成 空军少将（2009年6月—2014年6月） - 方建东 空军少将（2012年—2016年2月） - 顾庆友 空军少将（2014年—2016年2月） |

| 后勤部部长 - 宫传荣 空军少将（1985年8月—1987年9月） - 刘志荣 空军少将（1987年9月—1993年12月） - 李买富 空军少将（1993年12月—2000年8月） - 周光华 空军少将（2000年8月—2010年3月） - 郑学祥 空军少将（2010年3月—2014年12月） - 蔡伟素 空军少将（2014年12月—2016年2月） | 后勤部政治委员 - 崔海松 空军少将（1985年8月—1993年12月） - 徐文显 空军少将（1993年12月—1997年12月） - 郭振祥 空军少将（1997年12月—1999年12月） - 齐海田 空军少将（1999年12月—2001年12月） - 朱洪德 空军少将（2001年12月—？） |

| 装备部部长 - 张天 空军少将（1985年8月—1992年10月） - 刘家斌 空军少将（1992年10月—1996年12月） - 谢永堂 空军少将（1996年12月—2001年7月） - 吕刚 空军少将（2001年7月—2005年1月） - 常远 空军少将（2005年1月—2010年6月） - 徐晓 空军少将（2010年6月—2014年） - 陈涛 空军少将（2014年—2016年2月） | 纪律检查委员会书记 |

## 荣誉
曾被授予荣誉称号的单位有：
- 甘巴拉英雄雷达站：由中央军委授予[1]。
- 机务维护尖兵：由空军授予[1]。
- 模范机务大队：由空军授予[1]。

曾被授予荣誉称号的个人有：
- 模范飞行员：梁有义。由空军授予[1]。